# لوک تنها، بیمارانش را از دست می‌دهد
لوک تنها، بیمارانش را از دست می‌دهد (انگلیسی: Lonesome Luke Loses Patients) یک فیلم کمدی صامت کوتاه به کارگردانی هال روچ است که در سال ۱۹۱۷ منتشر شد.

## بازیگران
- هارولد لوید
- اسناب پالرد
- ببه دنیلز
- باد جیمیسون
- گاس لئونارد
- چارلز استیونسون
- فرد سی. نیومیر
- سمی بروکس
- گیلبرت پرت
- ماری موسکینی
- مارگارت جاسلین
- هری تاد
- استل هَریسون